# ハインリヒ・フォン・トライチュケ

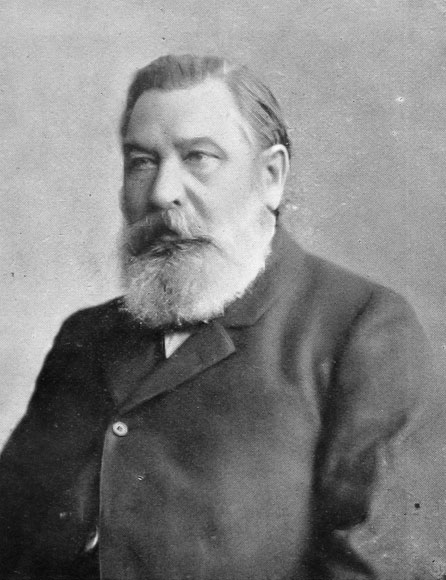
ハインリヒ・フォン・トライチュケ

ハインリヒ・フォン・トライチュケ（Heinrich Gotthard von Treitschke, 1834年9月15日 - 1896年4月28日）は、19世紀ドイツの歴史学者、政治学者、政治家。レオポルト・フォン・ランケの後任としてベルリン大学歴史学教授、プロイセン国史編纂官を歴任し、政治家としては国民自由党ドイツ帝国議会議員として活躍した。
権力国家思想を説くナショナリストとしてドイツの政治思想に影響を大きく与え、ドイツ帝国首相ベルンハルト・フォン・ビューローはトライチュケを高く評価した。主著は『19世紀ドイツ史』でドイツ政治史研究として名高い。他方、反ユダヤ主義の論陣を張り、「ユダヤ人はわれらの禍である」と述べ、ナチス時代の新聞『シュテュルマー』でスローガンとして採用された。

## 略歴

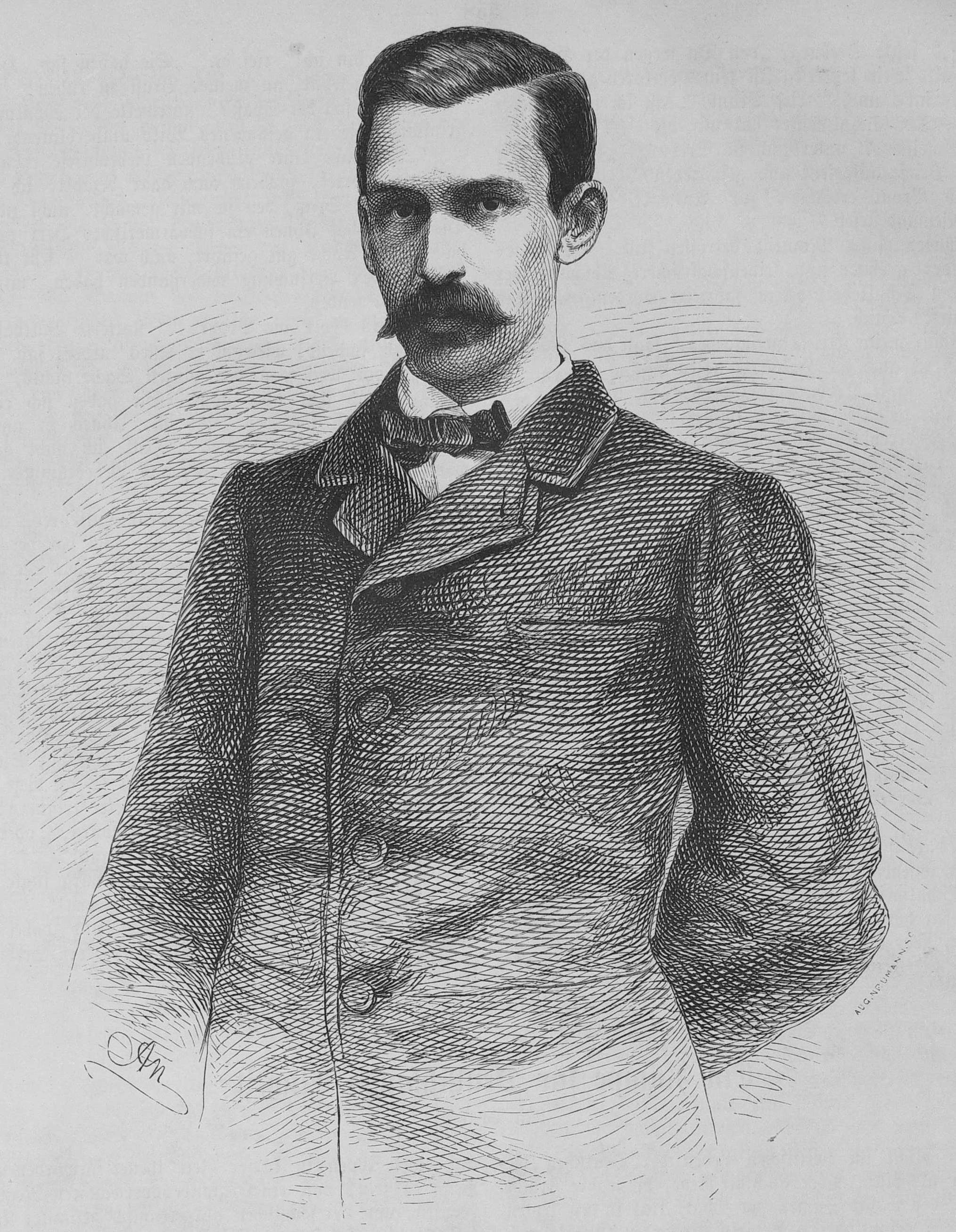
若い頃のトライチュケ。雑誌ガルテンラウベ、1866年

ザクセン王国軍将校でケーニヒシュタイン知事の父の下にドレスデンで産まれた。聴覚に障害があった。トライチュケは、スピノザの汎神論に心を寄せ、また反プロテスタント主義でカトリックの歴史学者ヨハネス・ヤンセンを支持していたが、病気や不幸によってプロテスタントに入信した。
ライプツィヒ大学、ボン大学で愛国詩人エルンスト・モーリッツ・アルント、歴史学者・政治家フリードリヒ・クリストフ・ダールマン（Friedrich Christoph Dahlmann）の影響を受けた。ダールマンは「権力の道こそまずます切実に感じられる我々の自由に対する要求を充たしうる唯一の道である」として、オーストリアを蔑視し、プロイセンの下に強力なドイツが出現すると主張した。1856年に「祖国詩集」を発表。
1858年にライプツィヒ大学講師となり歴史と政治を教えた。『自由論』(1861)で、個人的自由は強力な国家のための唯一最大の基礎であるとし、『フィヒテと国民思想』(1862)では、国家のために一身を犠牲にすることを国民のうちに完成する時、ドイツ人はフィヒテの精神を保存できるとした。トライチュケは学生に人気があったが、ドイツ統一の政治思想のためザクセン政府は彼に教授職を賦与しなかった。
1863年にフライブルク大学教授。
1866年、普墺戦争が勃発すると、プロイセン王国をあまりに支持したためトライチュケはベルリンに移り、『プロイセン年鑑』編集者となり、ハノーファー王国、ザクセン王国の併合を主張し、ザクセンのヴェッティン家やバイエルンを批判した。初期のトライチュケはビスマルクについて議会無視と言論統制と批判していたが、普墺戦争以後、ビスマルク支持者となった。
1866年、キール大学、1867年にハイデルベルク大学教授、1874年には近代歴史学の基礎を確立したドイツを代表する歴史学者レオポルト・フォン・ランケの後任としてベルリン大学歴史学教授となった。1886年にはランケ死後、プロイセンの国史編纂官となった。
当初オットー・フォン・ビスマルクの議会無視と言論圧迫を「ユンカー主義」として排撃したが、1886年以降はビスマルクの協力者へと立場を転換し、さらにホーエンツォレルン家の主要な称賛者となった。社会主義を批判し、また、文化闘争ではカトリックを攻撃した。
1871年から1888年まで帝国議会の国民自由党議員となる。カトリック、ユダヤ人、社会主義、普通選挙などを強く排撃し、軍国主義・愛国主義を提唱するとともに、対外的には強硬外交を主張した。聴覚障害のため、隣に秘書を置いて筆談によって議論に参加した。
1895年、ハインリッヒ・フォン・ジベル(Heinrich von Sybel)の後をついで史学雑誌『ヒストリッシェ・ツァイトシュリフト（Historische Zeitschrift)』編集長となる。トライチュケの後はフリードリヒ・マイネッケが就任した。
ベルリンにて没した際は、ドイツ皇帝ヴィルヘルム2世が弔辞を送った。

## 歴史学者として
トライチュケはダールマン、ホイッセル、ジュンケル、ヨハン・グスタフ・ドロイゼン、ジーベルとともにプロイセン学派、歴史学派を発展させた。歴史学者レオポルト・フォン・ランケの後任としてベルリン大学歴史学教授となり、プロイセン歴史学派を完成させた。ドロイゼンも『プロイセン政治史』Geschichte der preußischen Politik (全5巻、1855 – 1886)を執筆し、祖国プロイセンへの愛国心を表明し、また愛国心を持つことが正義であるということを目的として執筆したと述べいている。
トライチュケは『イングランド史』で知られるイギリスの歴史家トーマス・マコーリーを非難したが、マコーリーがイギリス議会中心の政治史を書いたように、トライチュケはプロイセン中心のドイツ政治史を書いた。

## 政治思想

### 小ドイツ主義と権力国家論
オーストリアを除外しプロイセンを指導者とするドイツ統一（小ドイツ主義）を主張した。なお、小ドイツ主義に対立する大ドイツ主義はオーストリアを含めたドイツ統一を主張した。
国家の本質を権力とするマキャベリ思想の理解によって、トライチュケは権力国家論を展開し、プロイセンがドイツ統一の使命を持つとする。
トライチュケによれば、国家の機能は、国内においては公正な政治とその権力の維持にあり、国際関係においては、国家としての独立を全うするために権力を維持することである。
『自由論』(1861)では「国家の真の偉大さは、過去を現在と未来とに結合するところにある」「個人は、その私的利益を国家から獲得しようとする権利は全くない」として、永遠の組織である国家が個人に対してその忠誠心を要請するのは永遠性のためであり、個人よりも国家の方が永続するゆえに、個人は国家のために自らを犠牲にすべきであると論じて、国家は個人の活動源でありまた国民生活の基礎であるとした。
また、弱小国家は愛国心や民族的自覚を国民に持たせることも不可能であるため、「強大な国家のみが存在すべきである」とした

### 君主制
トライチュケは君主制を支持し、権威が君主のうちに存在しているので他に移譲されることはありえないため、「君主政治は統治能力においていかなる政治形態よりも秀れている」とした。また政治で最重要なものは意志の力であり、皇帝ヴィルヘルム1世はこの意志の力を具現しているとした。
またアメリカ合衆国の大統領制度も一種の君主政治であるとみなした。

### 反英思想
大英帝国をドイツの進出を阻むものとして敵視、反英感情（アングロフォビア、Anglophobia)を代表する知識人となった。
トライチュケはイギリスを新しいカルタゴとしてドイツ帝国の最大の障害であると」敵視し、ドイツが植民地を獲得して世界にドイツ語話者を増やさなければ、世界は英語国民とロシアの間で二分されると警告した。
他方、トライチュケはオリバー・クロムウェルを支持した詩人・政論家ジョン・ミルトンを信奉した。

### 戦争論
トライチュケは「戦争なしには、国家は存続しえない。すべての国家は、戦争にその起源を有する」として、戦争は多数の国家が並立する限り続くとした。また「数多の感動的な絵画を見ると、正当な戦いが高貴な国民の間に聖なる愛の力を呼び起こすことがよく理解され」、戦争によって個人は国家という大きな存在のうちに埋没して国民としての意気を高揚させ、戦時ほど共同体に献身的になるときはないし、近代戦争は金銭のためでなく国民の名誉という最高の道徳的善のために行われる、と戦争を肯定した。そして、「永遠の平和」という幻想をもてあそんできたのは脆弱な、根性のない世代であったと平和主義を批判した。

### 人種主義・植民地主義
トライチュケは人種主義を肯定し、「勇敢な人間は発展し、臆病な人間は滅びる」と述べて他民族の征服と、腐った人間の撲滅を目指し、たとえばアフリカ人を劣等人種とみなした。
人種間の不幸な衝突において、凶暴で共通した敵意を発奮させて、血の汚れた野蛮人を絶滅させるための迅速な戦争は、もっともらしい寛容で彼らを野獣の状態にとどめておくような怠惰よりも人道的であるといってよいと主張した。
トライチュケは植民地主義を支持した。「どの国も植民地主義によって権力を確立している。その力を完全なものとしたすべての偉大な民族は、野蛮な土地と標しをつけることを欲望する。この偉大な競争に参加できない者は、来るべき時に卑劣な役になってしまうだろう」と述べた。
社会進化論については1862年のエッセイで、 ドイツのリトアニア、ポーランドに対する「無慈悲な人種闘争」を称賛し、ドイツの高貴な血によって受精した「東ドイツの土壌」から「魔術」は生じると主張した。トライチュケはプロイセン支配下にあるポーランドのドイツ人を歴史的に正当化し、東方領土を正当化していった。

### 反ユダヤ主義
1879年に『プロイセン年報』に発表した論文「われらの展望」で、「ユダヤ人はわれらが不幸」と論じた。トライチュケの論文の背景には、大著『ユダヤ人の歴史』を書き上げて、キリスト教とドイツを批判したユダヤ教徒の歴史家ハインリヒ・グレーツの存在があった。トライチュケの論文に対して歴史家テオドール・モムゼンが批判して、ベルリン反ユダヤ主義論争 (Berliner Antisemitismusstreit)が起こった。トライチュケは1879年から1894年にかけて大著『19世紀ドイツ史』をグレーツを意識して競作した。
トライチュケはドイツに同化しないユダヤ人を批判し、またポーランド立憲王国からのユダヤ人移民を制限するべきだと主張した。トライチュケは、ドイツの歴史においてユダヤ人は金融操作の能力によって支配的な地位を築いたし、また必要であったが、アーリア人も財政能力を習得してきたのでもはやユダヤ人は必要ではないとし、「各国で諸民族の仮面をかぶって隠れている国際ユダヤ人は諸国を崩壊させる影響を持っており、ユダヤ人は世界にとって無用の存在であると論じた。トライチュケはドイツの主要な知識人であったので、こうした反ユダヤ主義的言動は、広範囲に反論を喚起した。

### 影響
トライチュケの生徒、また影響を受けた者には全ドイツ連盟のハインリヒ・クラス（Heinrich Class), 軍事史家ハンス・デルブリュック, W・E・B・デュボイス,  フリードリヒ・マイネッケ, 探検家カール・ペータース, ゲオルク・ジンメル、軍人フリードリヒ・フォン・ベルンハルディ（Friedrich von Bernhardi）がいる。
トライチュケの反ユダヤ言動は、ナチス・ドイツにより継承され、反ユダヤ新聞『シュテュルマー』は一面に「ユダヤ人はわれらの禍である」(Die Juden sind unser Unglück! ) というトライチュケの言葉を掲げた。
日本では東京専門学校（早稲田大学)の政治学者浮田和民がトライチュケに影響を受けている。自由主義者の浮田和民は大正デモクラシー運動の理論的な指導者として「倫理的帝国主義」を主張し、吉野作造や大山郁夫に影響を与えた。
浮田和民は1900年にトライチュケ『政治学』を翻訳（『ツライチュケ氏政治学』)し、1901年にはトライチュケに強い影響を受けて「日本の帝国主義」「帝国主義の教育」を発表した。1918年(大正7-9年）に浮田はトライチュケの『政治学講義』を『軍国主義政治学』として翻訳した。

## 著作
- Vaterländische Gedichte, 1856(PDF)
- Studien, 1857
- Die Gesellschaftswissenschaft. Ein kritischer Versuch, 1859
- Die Freiheit,1861
- Das deutsche Ordensland Preußen, Preußische Jahrbücher, Band 10, 1862, S. 95–151 (in Historische und Politische Aufsätze, Band 2, 1871)
- Historische und Politische Aufsätze vornehmlich zur neuesten Deutschen Geschichte. 1865
- Die Lösung der schleswig-holsteinischen Frage. Eine Erwiderung, 1865
- Die Zukunft der norddeutschen Mittelstaaten, 1866
- Der Krieg und die Bundesreform, 1866
- Cavour, in Historische und Politische Aufsätze, Band 1, 1870
- Was fordern wir von Frankreich ?, 1870
- Zehn Jahre deutscher Kämpfe 1865-1874. Schriften zur Tagespolitik, 1874
- Der Socialismus und seine Gönner. Nebst einem Sendschreiben an Gustav Schmoller, 1875
- Der Socialismus und der Meuchelmord, 1878
- Unsere Aussichten, Preußische Jahrbücher, Band 44, 1879, S. 559–576, (Online PDF ) 「われらの展望」
- Herr Graetz und sein Judenthum, Preußische Jahrbücher. Bd. 44, 1879, S. 660–670, Online (PDF)
- Deutsche Geschichte im neunzehnten Jahrhundert. 1879–1894 『19世紀ドイツ史』
  - Bd. 1: Bis zum zweiten Pariser Frieden. Hirzel, Leipzig 1879. (Digitalisat und Volltext - Deutschen Textarchiv)
  - Bd. 2: Bis zu den Karlsbader Beschlüssen. Hirzel, Leipzig 1882. (Digitalisat und Volltext - Deutschen Textarchiv).
  - Bd. 3: Bis zur Juli-Revolution. Hirzel, Leipzig 1885. (Digitalisat und Volltext - Deutschen Textarchiv).
  - Bd. 4: Bis zum Tode König Friedrich Wilhelms III. Hirzel, Leipzig 1889. (Digitalisat und Volltext - Deutschen Textarchiv).
  - Bd. 5: Bis zur März-Revolution. Hirzel, Leipzig 1894. (Digitalisat und Volltext - Deutschen Textarchiv).

英訳 Treitschke's history of Germany in the nineteenth century: Volume 1 (5th ed 1894; translated 1915); vol 1 online, vol 2 online; vol 3 online; vol 4 online; vol 5 online; vol 6 online; vol 7 online
和訳（部分訳）、斎藤茂訳『普魯西勃興史』(興亡史論刊行会、1918年。平凡社、1931年)
- Noch einige Bemerkungen zur Judenfrage, Preußische Jahrbücher, Bd. 45, 1880, S. 85–95, Online (PDF; 740 kB)
- Ein Wort über unser Judenthum, 1880 (vier Auflagen), Sonderabdruck aus: Preußische Jahrbücher. Bd. 44 und 45, 1879 - 1880
- Luther und die deutsche Nation. Vortrag, 1884
- Rede, gehalten zur Feier der fünfundzwanzigjährigen Regierung Seiner Majestät des Kaisers und Königs Wilhelm I. im großen Hörsaal der Berliner Friedrich-Wilhelms-Universität am 4. Januar 1886, 1886
- Die Zukunft des deutschen Gymnasiums, 1890
- Der Entwurf des Preußischen Volksschulgesetzes, 1892
- Gustav Adolf und Deutschlands Freiheit. Vortrag, 1895
- Historische und politische Aufsatze (4 vols., Leipzig, 1896)
- Reden von Heinrich v. Treitschke im Deutschen Reichstage 1871-1884, 1896
- Deutsche Kämpfe. Neue Folge, Schriften zur Tagespolitik, Leipzig 1896
- Politik. Vorlesungen. 1897–1898, 2 Bände, Leipzig 1911-1913 『政治学講義 - ベルリン大学講義』[第一編 国家の本性,第二編 国家の社会的基礎,第三編 憲法論, 第四編 行政論,第五編 国際上の国家] [26]。

- 和訳 浮田和民訳、『ツライチュケ氏政治学 上巻』東京専門学校出版部、明治33-34年。浮田和民訳,ハインリヒ・フォン・トライチケ『軍国主義政治学』早稲田大学出版局、大正7
- 英訳 Politics (1916); Volume 1; Volume 2,アーサー・バルフォア、アボット・ローレンス ローウェル序文。(1963年にハンス・コーン編のものもある）。

- Bilder aus der deutschen Geschichte,1909
- Ausgewählte Schriften, 1908
- Historische und Politische Aufsätze, 4 Bände, Leipzig, Hirzel, 8. Auflage 1918

英語
- What we demand from France,The Baptism of Fire of the North German Confederation (1870) - 普仏戦争時のパンフレットの英訳。
- Treitschke, his life and works（論文集）, 1914; online
- Heinrich von Treitschke. Germany, France, Russia, & Islam (1915); online